# Pterolophia bisbinodula
Pterolophia bisbinodula är en skalbaggsart som först beskrevs av Max Quedenfeldt 1883.  Pterolophia bisbinodula ingår i släktet Pterolophia och familjen långhorningar.
Artens utbredningsområde är:
- Angola.
- Gabon.
- Ghana.
- Nigeria.
- Rwanda.
- Sierra Leone.
- Togo.

Inga underarter finns listade i Catalogue of Life.